# Staw Baczkowski
Staw Baczkowski – sztuczny zbiornik wodny (glinianka) zlokalizowany w Poznaniu, na terenie Rudniczego i Kopaniny, w obrębie tzw. Szacht. Najlepsze dojście od ul. Ceglanej. Akwen jest doskonale widoczny z linii kolejowej E 20, w rejonie dawnego przystanku Poznań Junikowo.

## Charakterystyka
Staw jest bezodpływowy, o wydłużonym, lejkowatym kształcie, zarośniętych trzciną, gliniastych brzegach i twardym dnie. Grobla na południowym zachodzie oddziela go od Strumienia Junikowskiego. Otoczenie stanowią nieużytki i trzcinowiska. Przy ulicach Ceramicznej i Rudnicze znajduje się dość wyizolowane od pozostałej zabudowy okolic, osiedle cegielniane sprzed II wojny światowej. Zlewnia zbiornika ma 0,3 km².
Zbiornik sąsiaduje blisko z inną glinianką - Starą Babą. Przy północno-wschodnim brzegu, w początkach XXI w., istniały jeszcze fragmenty betonowych podpór słupów przemysłowej (cegielnianej) kolei linowej.

## Bibliografia

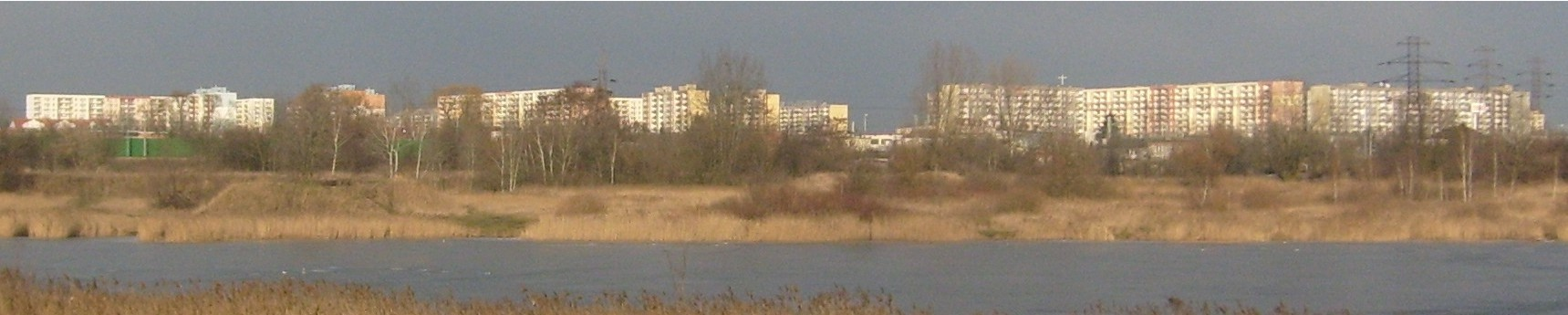
Osiedle Kopernika znad Stawu Baczkowskiego